# Triumph Scrambler
Die Triumph Scrambler ist ein Motorrad des Motorradherstellers Triumph Motorcycles. Der Scrambler wurde von 2006 bis 2016 produziert – zuerst im englischen Hinckley, inzwischen ausschließlich in Thailand. Das Naked Bike der Produktreihe „modern classics“ ist konstruktiv von der Triumph Bonneville T100 abgeleitet.

## Konstruktion

### Antrieb
Der Antrieb erfolgt über einen luftgekühlten Zweizylindermotor. Der quer eingebaute Reihenmotor hat einen Hubraum von 865 cm³ und erzeugt eine Nennleistung von 43 kW (58 PS) bei einer Drehzahl von 6.800 min−1 und ein maximales Drehmoment von 69 Nm bei 4.750 min−1. Die Ventile des Viertaktmotors werden über zwei obenliegende Nockenwellen angesteuert. Der Hubzapfenversatz des Parallel-Twin beträgt 270°. Vibrationen werden durch zwei Ausgleichswellen reduziert. Die Gemischbildung erfolgt über einen Doppelvergaser mit Drosselklappensensor und elektrischer Vergaservorwärmung. Die hochgezogene 2-in-2-Auspuffanlage hat einen ungeregelten Katalysator, dessen Schadstoffgrenzwerte der Abgasnorm Euro-3 unterschreiten. Seit dem Modelljahr 2008 gibt es aufgrund verschärfter Abgasnormen eine elektronisch gesteuerte Kraftstoffeinspritzung.
Der durchschnittliche Kraftstoffverbrauch beträgt 5,5 Liter auf 100 km. Der Kraftstofftank fasst 16 Liter und ermöglicht eine theoretische Reichweite von 285 km. Das Motorrad beschleunigt in 5,5 Sekunden von 0 auf 100 km/h und erreicht eine Höchstgeschwindigkeit von 168 km/h.

### Fahrwerk
Die Scrambler basiert auf der Bonneville mit vergleichbarer Fahrwerksgeometrie. Das Fahrwerk besteht aus einem stählernen Schleifenrahmen. Das Vorderrad wird von einer Teleskopgabel von Kayaba mit 41 mm Standrohrdurchmesser und 120 mm Federweg geführt und von einer 310 mm großen Bremsscheibe mit Doppelkolbenzangen verzögert. Die Hinterradführung besteht aus einer Doppelarmschwinge aus Stahlrohr mit zwei verstellbaren Federbeinen, die maximal 106 mm einfedern. Das fahrfertige Gewicht beträgt 230 Kilogramm, die maximale Zuladung 200 kg.

## Kritiken
„Mit 54 PS und 232 Kilogramm vollgetankt sind der Fahrdynamik ziemlich enge Grenzen gesetzt, gleichwohl leidet der Spaß nicht darunter. Auf der Scrambler ist immer was los. Mit recht softer Gabel, dafür um so strafferen Federbeinen steckt sie vorne Bodenwellen ein, um sie hinten gleich wieder auszuteilen. Zudem ziehen die tief montierten Fußrasten sehr früh Drainagen in den Asphalt, obendrein verwindet sich die Gabel bei stärkerer Beanspruchung der an sich nicht übermäßig kräftigen Einscheibenbremse.“

„Triumphs Scrambler ist kein Motorrad, dessen Fahrspaß über Testbewertungen zu vermitteln ist. Ein lässiger Begleiter mit Stil für alle Fälle, in denen der Zeitdruck außen vor bleiben darf…“

„Der pure Stil der Scrambler hat aber auch Schattenseiten. So versteckt sich der hübsche Motor scheu hinter der Auspuffanlage. Der breite Lenker und der nicht vorhandene Windschutz schränken die Reisegeschwindigkeit enorm ein, denn spätestens ab 140 km/h sitzt der Fahrer in einem regelrechten Orkan. Das stört vor allem, wenn der Biker stilecht mit Halbschalenhelm unterwegs ist. Wer flotte Autobahnetappen mag, der sollte sich nach einem anderen Gefährt umschauen: Die eingetragene Höchstgeschwindigkeit von 168 km/h ist lediglich eine statistische Randnotiz.“

„Dafür lässt sich mit dem Scrambler dank der aufrechten, übersichtlichen Sitzposition und dank des breiten Lenkers herrlich über kurvige Sträßchen räubern. Auch wenn er so aussieht – etwas mehr Federweg als die Bonnies hat der Scrambler und ist deshalb kaum geländegängiger.“